# Старо кметство (Потсдам)
Старото кметство на Потсдам, Германия се намира на площад „Стар пазар“ в непосредствена близост до църквата „Свети Николай“, музея „Барберини“ и Градския дворец.
Построено е в периода от 1753 до 1755 г. по идеи и поръка на Фридрих Велики според плановете на архитектите Йохан Буман и Кристиан Лудвиг Хилдебранд. Както и при други сгради в Потсдам, за образец служи италианската барокова архитектура.

До 1945 г. Старото кметство се използва за градската администрация и хазна, след тежките щети във Втората световна война е възстановено и става културен център. Музеят на градската история на Потсдам се помещава в сградата от 2012 г.

## История

### Първата сграда на кметството
Още от времето на Средновековието има доказателства, че на площада на Стария пазар в Потсдам се е намирало кметство. То вероятно е било разположоено все още в средата на пазара, който по това време се разпростирал малко по-наизток. Неговата местонахождение обаче е съпоставимо с това на днешното Старо кметство. Строителните компоненти и материали използвани в строежа на сградата са подменяни на няколко пъти изцяло – части по части – в течение на вековете, а също и поради разрушения или поради обновления, с цел да направят сградата по-представителна. Първата сграда на кметството се датира от 1524 г. и е съществувала само за кратко. В едно от най-тежките пожарни бедствия в историята на Потсдам, то изгаря напълно на 24.06.1536 г. заедно с много други сгради в града. За последващата реконструкция се избира отново местоположението на първото кметство.

### Кметството от 1720 до 1753 година
Почти двеста години по-късно, при крал Фридрих Вилхелм I, на мястото на второто кметство се създава третата сграда на кметството около 1720/1722 г. под ръководството на архитекта Петер де Гайет. Известно е, че кметството е проектирано като фахверкова сграда и е имало масивна фасада и дървена кула. В две странични крила, прилежащи на изток, е имало щандове за продажба, отдавани под наем на търговци, и везни за проверка на стоките, пристигащи в града, преди да могат да бъдат предложени за продажба на Стария пазар.
В тази сграда на кметството от самото начало е имало недостатъчно пространство. Прекроявания на сградата, като например през 1736 г., са могли да облекчат до известна степен пространствената теснота, но с течение на времето е имало и уврежданя на строителния материал. Следователно, поредното разрушаване на сградата и строежа на нова сграда са се очаквали и са последвали в крайна сметка при крал Фридрих II.

### Изграждането на днешното четвърто кметство (1753 до 1755 година)
В хода на преустройването на Потсдам в представителен резидентен град, предприето по времето на Фридрих II, Старият пазар е трябвал да бъде разкрасен и благоустроен като „римски площад“. След приключването на преустройствените строителни работи по градския дворец и започването на работата по новата фасада на портала на църквата „Св. Николай“, през 1753 г. е получена заповедта за построяване на ново четвърто кметство на същото място. Възложени са строителите-майстори Йохан Боуман и Кристиан Лудвиг Хилдебранд. Боуман, който по-късно става старши строителен директор в Берлин и Потсдам, има значителен принос в изграждането на Холандския квартал в Потсдам.
Както при много друго сгради по него време, моделът-образец за строежа на Старото кметство идва от Италия. Един неосъществен проект от ренесансовия архитект Андреа Паладио за италианския площад „Палацо Ангарано“ (итал. Palazzo Angarano) в гр. Виченца (Северна Италия) е използван в леко модифициран вид за основната сградата. Образци от Амстердам и Рим идват в допълнение: фигура на Атлас е стояла също върху един от фронтоните на кметството на Амстердам, докато покривната конструкция варира мотива на пантеона, известен във фридерицианската архитектура. Седем-осовата сграда на кметството е сдобита с представителна фасада с осем коринтски три-четвъртни колони с лице към Стария пазар, устроена е с приземен етаж и се простира на два надземни основни етажа и полуетаж прикрит зад атик. Три-четвъртните колони са продължени в зоната на атика във вид на стълбове и носят шест короновани фигури от пясъчник, които в алегорична форма изобразяват гражданските добродетели: бдителност, непоколебимост, изобилие, справедливост, търговско съсловие и предпазливост. Алегорията на търговското съсловие е последната оцеляла оригинална скулптура и е изложена днес пред стълбището на Старото кметство. По време на реконструкцията на Старото кметство са необходими осем години работа, за да бъдат заменени всички статуи с копия, направени от скулптора Хорст Миш от съседния град Капут, останалите статуи са били толкова силно повредени по време на бомбардировките над Потсдам през Втората световна война, че вече не могат да бъдат възстановени. В централната ос на двете средни колони се намира входът с открито стълбище пред него, както и в областта на атиката градският герб, държан от две ангелчета. Скулптурните украси са създадени от Готлиб Хеймюлер през 1753 г. Над плоския покрив се издига високият куполен тамбур устроен с осем големи прозореца, който е разграден от коринтски пиластри и затворен със стъпаловидна медно-облицована куполна надстройка. Куполът първоначално е бил увенчан от оловна фигура на Атлас от майстора Бенямин Гизе от 1754 г. Фигурата е тежала около 120 центнера (приблизително 60 кг.) и паднала през 1776 година долу на улицата. Потсдамският медникар Фридрих Юри и Йохан Кристоф Волер са получили поръчка да създадат на нейно място една медна фигура, която да тежи само 12 центнера (6 кг.) и е да е отново позлатена както предната. Мазето и страничните крила на предходната сграда са интегрирани в новата сграда и едва по-късно са заменени от по-масивни конструкции. Общите разходи за четвъртата сграда на кметството възлизат на 31.620 талера.
Проблемът с недостатъчното пространство в кметстовото, възникнал още в предходната сграда, е бил могъл да бъде облекчен само частично чрез новопостроеното кметство. Първоначалният план предвиждал да се използва съседният имот на пекаря Винделбанд за новата сграда. Собственикът обаче отказал да замени имота си за предложеното обезщетение, така че единствено предишният имот можел да бъде използван за новата сградата на кметството с неговите масивни и следователно по-здрави стени. Кръглата основа на барабанния купол, която се разпростира през всички етажи, допълнително осложнява нещата, тъй като това ограничава използваемата площ на парцела. Допълнителни стаи можеха да се настанят само в мецанина на тавана. През 1775 г. към Шарренщрасе е добавено триетажно странично крило. Допълнителни помещения са могли да бъдат поместени единствено в мецанина на атиката. Заради това, през 1755 г. се извършва пристройка на допълнително триетажни странично крило от към ул. Шаренщрасе.

### Градски затвор и разширение
От 1840 г. нататък, в продължение на почти 100 години, в помещенията на касата на градската хазна в Статоро кметство се помещава германската банка „Спестовната каса“ (нем. Sparkasse).
Фигурата на Атлас била наричана също „кукла“ и фразата „седя под куклата“ е измислена от затворниците в градския затвор, който се е намирал тук до 1875 година.
От 1875 г. градските (общински) съветници са използвали Старото кметство за своите съвещания, а през 1885 г. градската администрация и градската хазна последват техния пример. След преговори със собственика на къщата на семейство Винделбанд, намираща се непосредствено до кметството, на общинския съвет е позволено да я използва от 1898 г. нататък, защото мястото в Старото кметство отново било станало доста оскъдно. Поради това през годините 1910 г. до 1916 г. е имало планове, кметството да бъде разширино и да удвои размера си за сметка на парцела на къщите на семействата Винделбанд и Кнобелсдорф, които трябвало да бъдат съборени. След конкурс за идеи за архитектурен проект, нито едно от предложенията не било реализирано, а вместо това бил разширен палат Барберини, намиращ се в непосредствена близост. През 1916 г. всички градски съветници се преместват в новата сграда. След края на монархията в Германия през 1918 г., в градския дворец се освобождават много стаи, така че градската администрация се мести там, а в Старото кметство остават единствено Спестовната каса и Касата на градската хазна. През 1918 – 1919 г. липсата на достатъчно място в помещенията на Касата на градската хазна води до преустройването и разширяването на кметството, като се включват и съседните къщи на семействата Винделбанд и Кнобелсдорф. Десното крило на кметството е съборено.

### Разрушенията във войната и възстановяването
Британското въздушно нападение над Потсдам през вечерта на 14 април 1945 г. причинява само незначителни щети на Старото кметство. Артилерийският огън от Червената армия по време на боевете за Потсдам, продължили дни наред до 30 април 1945 г., унищожил целия комплекс от сгради и съседните къщи на семействата Винделсбанд и Кнобелсфорф. Първоначално липсват средства за възстановяване на ансамбъла от сгради, така че работите започват едва през 1960 г. Само фасадите и стълбището с купола са били в състояние, позволяващо възстановителни работи. Тъй като за Старото кметство била запланувана съвсем нова употреба, само тези части от сградата са били обезопасени, докато последните останки от руините, особено в задната част на сградата, са били премахнати. През 1966 г. се чества преоткриването на реконструираната сградата – вече служеща като дом на културата, който получава името Ханс Мархвица – важен поет от работническата класа. За да отговаря на нуждите на големи мероприятия, е построена голяма зала със стъклена фасада, която можела да побере и новите стълбища. Първоначално за цвят на фасадата откъм площад „Стария пазар“ е избран розовият цвят, който по-късно е променен на бял.
Докато Старото кметство успява да запази първоначалния си вид откъм площад „Стария пазар“, къщата на семейство Винделбанд не е възстановена. За да продължи да оказва старото си въздействие, е изграден стъклен проход, напомнящ на някогашната кубатура на сградата, с прозорци с растерно разпределение, който отвежда от Старото кметство към напълно реставрираната къща на семейство Кнобелсдорф. Общите разходи за реставрацуята и реконструкция възлизат на общо 4,8 милиона източногермански марки. Изпълнението на проекта е осъществено от народно предприятие „Надземно строителствено планиране Потсдам“ според плановете на архитектите Хорст Гьорл и Ернст Пфрогнер.

### Днешна употреба
Дори и днес Старото кметство е важно културно местонахождение в град Потсдам. В голямата зала в пристройката се изнасят доклади и се провеждат дискусии на градски, културни или научни теми, а също така се провеждат и приеми и заседания. Освен това помещенията могат да се използват и за музикални изпълнения.
Освен това, Старото кметство със своята „голяма зала за събития“ става – в съответствие с Атласа и глобуса над ротондата – от 2005 до 2008 г. домакин на фестивала на документалния филм „Globians® welt & kultur Dokumentarfilm Festivals“, който се е провел ежегодно в средата на август общо четири пъти в Потсдам и се превърнал в международно място за срещи на млади и независимо работещи режисьори на документални филми, които работят в тази област по целия свят. Поради решението на местната политика от 2010 г., в Старото кметство да бъде поместен градския музей на историята на град Потсдам, и поради започналите през 2008 г. многогодишните ремонтни дейности по сградата, през 2008 г. фестивалът Globians Doc Fest се премества в Берлин.
След демонтиране, реставрация и ново позлатяване от една берлинска компания, Атласът е върнат на старото му място на 15 декември 2008 г.
След обстоен ремонт, сградата се използва заедно със съседната къща Кнобелсдорф от 22 септември 2013 насам като помещение на „Музея за Потсдам – форум за изкуство и история“. Постоянната експозиция е под мотото: Потсдам – един градът прави история.

### Исторически изгледи
- „Старият пазар в Потсдам с поглед към кметството“, картина с маследни бои от Карл Кристиан Вилхелм Барон (1773 г.)
- План на сградата Бергхаус от 1840 г., № 2 е кметството
- Старото кметство, 1842 г., Rathaus 1842, медна гравюра
- 1930 г.
- Тежко увредена предна фасада на кметството, вдясно разрушената къща на семейство Винделбанд
- Напълно разрушената задна фасада на Старото кметство, вдясно отзад увредената църква „Свети Николай“ с разрушен купол
- 1962 г.: Църквата „Свети Николай“ току-що е получила своята латерна (вж. скелето върху купола), кметстовото се реконструира като Дом на културата „Мархвитца“
- 2007 г., преди санирането и новия строеж на средната част
- По време на ремонтните работи пред 2011 г.
- Фасадата на къщата на Кнобелсдорф откъм ул. Браунщрасе и гърба на Старото кметство с новата стъклена постройка. Зад купола на кметството може да се разпознае църквата „Св. Николай“